# AlmaLinux
AlmaLinux es una distribución Linux gratuita y de código abierto, una versión descendente compatible con binarios completos que utiliza el código fuente del sistema operativo Red Hat Enterprise Linux (RHEL). El objetivo del proyecto es proporcionar un sistema operativo empresarial de grado de producción respaldado por la comunidad. La primera versión estable de AlmaLinux se publicó el 30 de marzo de 2021.

## Historia
El 8 de diciembre de 2020, Red Hat anunció que interrumpiría el desarrollo de CentOS, que había sido una versión descendente lista para producción de Red Hat Enterprise Linux, a favor de una variante de desarrollo ascendente más nueva de ese sistema operativo conocida como «CentOS Stream». En respuesta, AlmaLinux fue creado por CloudLinux, que también mantiene una distribución de Linux de pago, CloudLinux OS. La distribución pretende ser compatible 1:1 con RHEL. Una versión beta de AlmaLinux se lanzó por primera vez el 1 de febrero de 2021. La palabra «Alma» fue elegida para resaltar que la comunidad es el alma detrás de Linux. AlmaLinux tendrá soporte hasta 2029. En marzo de 2020, se creó AlmaLinux OS Foundation para hacerse cargo del desarrollo y la gobernanza de AlmaLinux del desarrollador original, CloudLinux.
Tras el lanzamiento de AlmaLinux 8.6, el 20 de junio de 2022, la Fundación del sistema operativo AlmaLinux lanzó el Sistema de compilación de AlmaLinux (ALBS).
En septiembre de 2022, la Fundación del sistema operativo AlmaLinux celebró su primera elección, anunciando una junta de 7 miembros elegidos por la comunidad el 19 de septiembre. Poco después de la elección, Igor Seletskiy, el director ejecutivo de CloudLinux y entonces presidente de la junta, anunció que renunciaría para permitir que AlmaLinux continuara como un sistema operativo liderado por la comunidad.
El 7 de diciembre de 2022, se anunció que el CERN y Fermilab proporcionarían AlmaLinux como sistema operativo estándar para sus experimentos.

## Elevate project
En septiembre de 2021, el proyecto AlmaLinux anunció una herramienta llamada ELevate que permitiría actualizaciones locales entre versiones principales de distribuciones empresariales de Linux. «ELevate se desarrolla de forma independiente de la distribución y está diseñada como una herramienta para todo el ecosistema, no solo para AlmaLinux. ELevate admite la migración hacia/desde otras distribuciones y está abierta a que todos contribuyan y mejoren». En enero de 2024, ampliaron la herramienta para incluir compatibilidad con repositorios adicionales y en abril de 2024 añadieron compatibilidad para la actualización de CentOS 6 a CentOS 7, lo que permite a algunos actualizar localmente desde CentOS 6 a través de una distribución empresarial de Linux versión 9 de su elección.